# Вацлав Пиларж
Вацлав Пиларж (чеш. Václav Pilař; Хлумец на Цидлини, 13. октобар 1988) је чешки фудбалер и репрезентативац који тренутно игра за ФК Викторија Плзењ.

## Клупска каријера
Фудбалску каријеру је започео у месту Нови Биџов, да би потом још као млад играч 2006. године прешао у ФК Храдец Кралове. Затим једну сезону игра за ФК Викторија Плзењ као позајмљен играч. 2012. године одлази у Немачку где је играо за ФК Волфсбург и као позајмљен играч за ФК Фрајбург. 2014. године се враћа у Чешку, поново у ФК Викторију из Плзења.

## Репрезентација
За репрезентацију је почео играти 4. јуна 2011. године. Свој први гол за репрезентацију је дао у бараж мечу за Европско првенство 2012. против Црне Горе 11. новембра 2011. године. Са репрезентацијом Чешке наступао је на Европском првенству 2012. године у Пољској и Украјини, одигравши све четири утакмице и постигавши два гола за репрезентацију.